# Eamonn Brophy
Eamonn Brophy (Bellshill, 10 marzo 1996) è un calciatore scozzese, attaccante del Ross County.

## Caratteristiche tecniche
È un centravanti.

## Carriera

### Club
Ha giocato nella prima divisione scozzese.

### Nazionale
Ha giocato nella nazionale scozzese Under-19.
Il 23 marzo 2018 ha esordito con la nazionale Under-21 scozzese disputando il match di qualificazione per gli Europei del 2019 pareggiato 1-1 contro Andorra.
L'8 giugno 2019 esordisce in nazionale maggiore, scendendo in campo nel match di qualificazione agli Europei 2020 vinto 2-1 contro Cipro.